# 金刚石-安泰
金刚石-安泰科研生产联合体康采恩是俄罗斯联邦的一家国有开放股份有限公司。从事国防工业，特别是防空导弹的研发制造。2017年军火销售额91.25亿美元，列世界第8军火商。

## 历史
2002年4月23日俄罗斯联邦第412号总统令由以亚历山大·安德烈耶维奇·拉斯普京命名的“金刚石”科研生产联合体、安泰康采恩工业公司、电磁辐射科学研究所、季霍米罗夫仪表设计研究所、“牛郎星”设计局、火炬设计局、革新家设计局等46家科研机构与生产企业合并组建了“金刚石-安泰防空康采恩开放股份有限公司”。
2003年，总裁伊戈尔·克里莫夫被枪击身亡。
2014年7月16日，美国总统奥巴马签署命令，以支持东乌克兰内战而制裁金刚石-安泰公司。
2015年2月俄罗斯联邦总统签署命令，该公司更名为“金刚石-安泰空天康采恩”。

## 公司架构
2014年9月架构：
- 莫斯科“先锋”机器制造厂（英语：Moscow Machine Building Plant "Avangard"）：生产S-400导弹
- Avitek（英语：Avitek）：基洛夫市，原航空工业第32工厂
- 莫斯科agat科研生产综合体（俄语：Московский научно-исследовательский институт «Агат»）：莫斯科州茹科夫斯基
- 金刚石中央设计局：莫斯科
- 维克托国有企业（英语：Vektor State Enterprise）：叶卡捷琳堡，生产电子乐器。原第356工厂、斯维尔德洛夫斯克电子自动化厂。
- 荣获劳动红旗勋章的列宁格勒全苏无线电设备研究所（英语：The Order of the Red Labor Banner All-Research institute Radio equipment）：圣彼得堡瓦西里岛
- 莫斯科全苏无线电工程研究所（英语：VNIIRT）：缩写VNIIRT
- 沃尔日斯克电动机械厂（英语：Volzhsky Electromechanical Factory）：马里埃尔共和国沃尔日斯克
- 东方国防企业“花岗石”（俄语：ВОП «Гранит»）：符拉迪沃斯托克，1977年组建，负责舰载导弹系统的安装维护修理
- 列宁格勒布尔什维克工厂
- 金刚石-安泰防空康采恩花岗岩维修勤务中心司（英语：The head center of the service Maintenance and repair of the Concern Air defense "Almaz-Antey" "Granite"），莫斯科
- 多爾戈普魯德內科研生产企业（英语：Dolgoprudnenskoe Scientific Production Plant）：缩写DNPP。位于莫斯科州多爾戈普魯德內。原名“多爾戈普魯德內机器制造厂”。生产山毛榉导弹系统及其舰载型施基利导弹系统
- 圣彼得堡无线电技术设备厂（英语：Plant radio engineering Equipment）
- 特种机器制造设计局（英语：Design Bureau of Special Machine-Building）：圣彼得堡。原为“舰炮中央设计局”、第34中央设计局、机械化设计局。研发战略导弹与战术导弹的发射系统、核废料永久储存装置。
- 梁赞“红旗”工厂（俄语：Красное знамя (завод)）：为金刚石-安泰康采恩的印刷电路板制造中心，特殊产品占生产总量的99%。
- 莫斯科电动机械研究所（缩写为НИЭМИ），也称“昆采沃设计局”，从事陆军野战防空导弹系统总体设计。位于莫斯科昆采沃（俄语：Кунцево (город)）。研发了陆军第一代野战防空的“圆圈”中程防空导弹系统、“黄蜂”近程防空导弹系统。 陆军第二代野战防空的道尔“护手”近程导弹系统与S-300V多通道远程导弹系统。陆军第三代野战防空导弹系统安泰-2500与道尔-M1“短剑”系统。
- 伊热夫斯克电动机械厂（英语：Izhevsk Electromechanical Plant）。二战前生产摩托车。战时改称第524厂生产了81900挺马克沁机枪，占苏联的90％；以及“喀秋莎”火箭弹，战后这个车间转产猎枪。1948年成为AK-47突击步枪的原研厂。1947年开始生产高射炮火控装置，装备“石勒喀河”自行高炮。研制了苏联第一台计算机。制造了20多座航天地面遥测站。
- 利阿诺佐沃电动机械厂（俄语：Лианозовский электромеханический завод），位于莫斯科市利阿诺佐沃（俄语：Лианозово）。生产S300V的雷达、空中交通管制系统等。
- 马里机器制造厂（俄语：Марийский машиностроительный завод），位于马里埃尔共和国约什卡尔奥拉
- 穆罗姆无线电测量仪表厂（俄语：Муромский завод радиоизмерительных приборов）：弗拉基米尔州穆罗姆，生产39N6雷达
- 以共产国际命名的测量仪表研究所-新西伯利亚工厂（英语：NIIIP）：位于新西伯利亚。参与凯旋导弹系统的研制生产。
- 季霍米罗夫仪表设计研究所（英语：Tikhomirov Scientific Research Institute of Instrument Design），位于莫斯科州茹科夫斯基。即季霍米罗夫仪表设计局。为机载脉冲多普勒雷达、机载相控阵雷达的总体设计单位。
- 下诺夫哥罗德机器制造厂，生产核电站、防空导弹
- 革新家设计局，位于叶卡捷琳堡。设计了苏联/俄罗斯陆军各型野战防空导弹系统
- 普拉乌金斯基无线电工厂科研生产联合体（英语：Scientific and production Association Pravdinsky Radio factory）：下诺夫哥罗德州巴拉赫纳
- 普拉乌金斯基设计局（英语：Pravdinskoye Design Bureau）：下诺夫哥罗德州巴拉赫纳
- RATEP（俄语：РАТЕП），莫斯科州谢尔普霍夫，生产舰载防空导弹
- 梁赞“花岗岩”科研生产企业（俄语：РПТП «Гранит»）：负责当地驻军的防空导弹安装维护修理
- 喀山 “联盟” 试验设计局（英语：Kazan experimental Design Bureau Soyuz） ：固体火箭助推发动机
- 图拉“箭”科研生产联合体（英语：Scientific and production Association "Arrow"）：反炮兵雷达
- 乌里扬诺夫斯克机械厂（英语：Ulyanovsk Mechanical Plant）：石油运输管道配套的球形阀、ZSU-23-4“石勒喀河”自行高炮、SA-6、SA-11、山毛榉导弹、SA-19“通古斯卡”自行弹炮合一战车、SA-21“潘泽尔”-S1等防空系统。
- 以彼得·德米特里耶维奇·格鲁申命名的“火炬”机器制造设计局：莫斯科州希姆基。负责金刚石中央设计局研制的各种地对空导弹弹体以及一些空对空导弹的弹体设计。
- Almaz-Antey-Story有限责任公司（英语：Limited company Responsibility of Almaz-Antey- Story）：莫斯科
- Kantey有限责任公司（英语：Limited company Responsibility of Kantey）：莫斯科
- 金刚石-安泰通信公司（英语：Almaz-Antey Telecommunications）：莫斯科
- 金刚石-安泰管理咨询公司（英语：Almaz-Antey Management consulting）：莫斯科
- “脉冲”公司（英语：Public corporation "Pulse"）：莫斯科
- 无线电物理学公司（英语：Public corporation Radiophysics）：莫斯科
- “镧”公司（英语：Public corporation "Lanthanum"）：莫斯科
- “信号旗”跨国股份公司（英语：Interstate joint-stock company Corporation Vympel）：莫斯科
- 俄罗斯无线电导航授时研究所（俄语：Российский институт радионавигации и времени）：圣彼得堡
- 阿尔扎马斯仪表制造厂（英语：Arzamas Instrument-Building Plant）：下诺夫哥罗德州阿尔扎马斯
- 鄂木斯克“土星”公司（英语：Public corporation "Saturn"）
- 加里宁机器制造厂：叶卡捷琳堡。二战时生产了2万门高射炮。战后生产防空导弹的弹体。民用产品包括柴油和电动叉车，卡车，电熨斗等。
- “火星报”工厂科研生产联合体（俄语：Завод Искра）：乌里扬诺夫斯克。生产半导体、集成电路、电子计算机、计算器等等
- 莫斯科国立仪表技术研究所（英语：State Scientific- Research institute Instrument engineering）
- 下诺夫哥罗德无线电技术研究所（英语：Nizhny Novgorod Research Institute of Radio Engineering）：多种防空雷达的总体所
- 莫斯科工业技术与航空导航系统研究中心（英语：Scientific and Technical Center Industrial technologies and Air navigation systems）
- 轴承特别设计局（英语：Special Design Bureau "Bearing"）：叶卡捷琳堡
- 哈巴罗夫斯克无线电厂（英语：Khabarovsk radio engineering factory）
- 第1015军事技术装备修理厂（英语：1015 factory for repair of military- Technical property）：斯维尔德洛夫斯克州下谢尔吉
- “雷达-2633”制造企业（英语：Manufacturing enterprise «Radar-2633»）：莫斯科州柳别尔齐
- 第502军事技术装备修理厂（英语：502 factory for repair of military- Technical property）：莫斯科州诺金斯克
- 第69火箭-炮兵装备修理厂（英语：69 repair plant for rocket- Artillery armament）：加里宁格勒
- 第1019军事修理厂（英语：1019 military repair plant）：布里亚特共和国扎伊格拉耶沃區奥诺霍伊
- 第1253雷达装备中心修理厂（英语：1253 central repair base Radar weapons）：萨马拉
- 第3821军事修理厂（英语：3821 factory for repair of military）：列宁格勒州托斯诺
- LUCH无线电电子技术修理厂（英语：Repair plant for radio electronic Technique «LUCH»）：列宁格勒州弗谢沃洛日斯克区亚尼诺村
- 下诺夫哥罗德70州年胜利工厂（英语：Nizhny Novgorod Plant of the 70th Anniversary Victory）